# 800 Kressmannia
A 800 Kressmannia (ideiglenes jelöléssel 1915 WP) a Naprendszer kisbolygóövében található aszteroida. Max Wolf fedezte fel 1915. március 20-án.